# Luxemburgia ciliosa
Luxemburgia ciliosa là một loài thực vật có hoa trong họ Ochnaceae. Loài này được (Mart.) Planch. mô tả khoa học đầu tiên năm 1843.